# Athena (glazbeni sastav)
Athena je turska punk-ska grupa. Članovi su Hakan Özoğuz, Gökhan Özoğuz, Burak Gürpinar i Ozan Musluoğlu.
Ova grupa je predstavljala Tursku na Euroviziji 2004. godine s pjesmom For Real. Pjesma je završila na visokom četvrtom mjestu. Nakon Eurovizije, Athena je izdala maxi singl For Real u Njemačkoj i Grčkoj.

## Vanjske poveznice
- Službena web stranica (Engleski, Turski)